# Xã Boardman, Quận Clayton, Iowa
Xã Boardman (tiếng Anh: Boardman Township) là một xã thuộc quận Clayton, tiểu bang Iowa, Hoa Kỳ. Năm 2010, dân số của xã này là 1.684 người.